# NHK八戸浜須賀テレビ中継局
NHK八戸浜須賀テレビ中継局（エヌエイチケイはちのへはますかテレビちゅうけいきょく）は、青森県八戸市に置かれていたNHK青森放送局のアナログテレビ中継局である。

## 概要
- 当中継局は、八戸市湊町に置かれ、周辺地域へ電波を発射していた。
- なお、民放は、大びらき（ATVとABA）と、天魔平か中居林（ともにRAB）からの電波を受信していた。

## 中継局送信施設概要
| 放送局名          | チャンネル | 空中線電力           | ERP                 | 放送対象地域 | 放送区域内世帯数 |
| ----------------- | ---------- | -------------------- | ------------------- | ------------ | ---------------- |
| NHK青森総合テレビ | 60ch       | 映像500mW/ 音声125mW | 映像3.2W/ 音声810mW | 青森県       | 不明             |
| NHK青森教育テレビ | 62ch       | 映像500mW/ 音声125mW | 映像3.2W/ 音声810mW | 全国         | 不明             |

## 歴史
- 1976年9月 - 開局[1]
- 2011年7月24日 - 廃局

## 中継局置局住所
- 八戸市湊町字大沢（JR八戸線陸奥湊駅東方）

## その他
- 地上デジタル放送については、非該当となった為、デジタル中継局は置かれず、2011年7月24日の停波をもって運用を終えた。